# Glochidion brothersonii
Glochidion brothersonii là một loài thực vật có hoa trong họ Diệp hạ châu. Loài này được J.Florence mô tả khoa học đầu tiên năm 1997.